# 何塞·陈
何塞·安东尼奥·陈·埃斯科貝多（西班牙語：José Antonio Chang Escobedo，1958年5月19日—），又译荷西·张，秘鲁工业工程师、教育家和政治家。曾任秘鲁总理。

## 生平
1958年出生于秘鲁首都利马，1996年至2006年任圣马丁大学校长，2006年7月28日起任教育部部长。2010年9月14日，秘鲁总统阿兰·加西亚任命其出任部长会议主席（相当于总理）一职，以接替为了参加2012年大选而辞职的前任主席哈维尔·贝拉斯克斯。何塞·陈是秘鲁历史上第二位华裔总理（對上一位華裔總理是藤森時代的许会）。